# دار البلدية في مونتريال
مبنى بلدية مونتريال، هو مبنى مكون من 5 طوابق، يقع في مونتريال، كيبك، كندا. بني مبنى البلدية الأصلي الذي أنشأه المعماريون هنري موريس بيرولت وألكسندر كاوبر هوتشيسون بين عامي 1872 و1878 على نمط الإمبراطورية الثانية. يقع المبنى في مونتريال القديمة بين بلاس جاك-كارتير وشامب دي مارس، تحديداً 275 شارع نوتردام شرق. أقرب محطة مترو للمبنى هي محطة شامب دي مارس
تعتبر دار بلدية مونتريال إحدى أفضل الأمثلة على نمط عمارة الإمبراطورية الثانية في كندا، وهي أول مبنى بلدية يتم بناؤه في المجرد كدار بلدية، وقد تم تعيينه موقعاً تاريخياً وطنياً عام 1984.

## التاريخ والعمارة

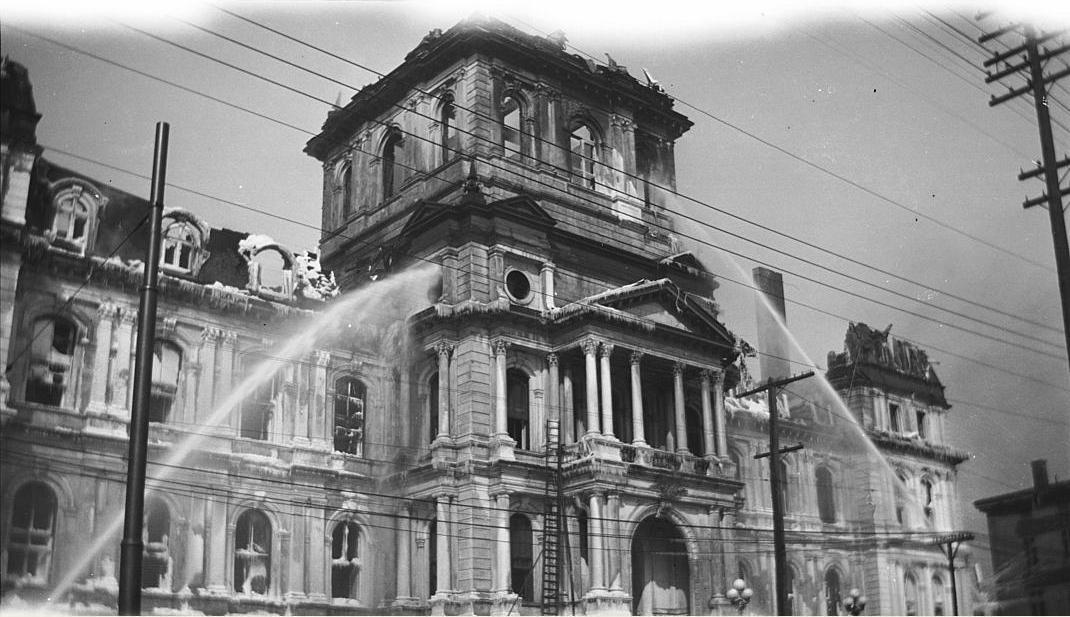
مبنى البلدية مساء الثالث من آذار (مارس) عام 1922.

بدأت أعمال البناء في المبنى عام 1872 واكتمل عام 1878. أما البناء الأصلي فقد فقد دمّر في آذار (مارس) 1922، ولم يتبقّ سوى الجدار الخارجي، ونتج عن الحريق تدمير العديد من السجلات التاريخية للمدينة. تم تكليف المعماري لويس بارانت بإعادة البناء، وهو بدوره قرر بناء مبنى جديد تماماً بهيكل من الصلب المدعوم ذاتياً. تم تصميم المبنى الجديد استناداً لتصميم دار البلدية في مدينة تور الفرنسية. وقد شملت التغييرات إعادة تشكيل الغرفة العلوية لتكون نموذجاً جديداً ملهماً لعمارة الفنون الجميلة، ذات سقف نحاسي بدلاً من البلاط الأصلي..
عام 1967، ألقى الرئيس الفرنسي شارل ديغول خطاباً من شرفة المبنى.

## وصلات خارجية
- Rémillard, Francois. Montreal architecture: A Guide to Styles and Buildings. Montreal: Meridian Press, 1990.
- Montreal City Hall—Hôtel de ville de Montréal
- Photograph:Montreal City Hall, 1875 - McCord Museum
- Photograph:Montreal City Hall, about 1878 - McCord Museum
- Photograph:Montreal City Hall, 1896 - McCord Museum
- Photograph:Montreal City Hall, 1913 - McCord Museum

قالب:معالم مونتريال